# Wilhelm Grune

Wilhelm Grune (vor 1912)

Friedrich Wilhelm Grune (* 2. Juni 1839 auf Gut Queis bei Halle (Saale); † 18. November 1919) war ein deutscher Unternehmer, Rittergutsbesitzer auf Gniefgau in Schlesien, Kommunalpolitiker und Freimaurer. In Eilenburg war er Inhaber und Direktor der Vereinigten Schloss- und Neumühlenwerke A.-G., Stadtältester und Ehrenbürger.

## Leben
Grune wurde 1839 auf Gut Queis bei Halle (Saale) geboren. Seine Kindheit verbrachte er zum Teil in Halle, bis der Vater in den 1840er Jahren die Neumühle und die Beutelmühle in Eilenburg erwarb. Nach dem Besuch einer Privatschule in Eilenburg setzte er seine Ausbildung an einer Realschule in Leipzig fort, wo er im Alter von 16 Jahren die Mittlere Reife erwarb. Danach arbeitete er in verschiedenen Großmühlen. Nach dem Erwerb des Abiturs an der Gewerbeschule in Potsdam nahm er am Polytechnikum in Berlin ein zweijähriges Studium auf. Anschließend machte er sich zu Auslandsreisen nach England, Frankreich und Belgien auf.
1851 erbte er die Neumühle von seinem Vater, ab 1864 führte er mit seinem Stiefvater die Neu- und Beutelmühle gemeinsam. Nach dessen Tod führte Grune den Betrieb allein weiter und erwarb 1870 darüber hinaus die Schlossmühle. Seit 1878 engagierte sich Grune im Magistrat der Stadt Eilenburg, dem er bis 1908 angehörte. Am 16. Juli 1896 erfolgte die Umwandlung seines Unternehmens in eine Aktiengesellschaft mit dem Namen Vereinigte Schloss- und Neumühlenwerke A.-G. Grune schenkte der Stadt mehrmals größere Geldbeträge, so 1908 sowie 1916 zum Bau des Bürgermeisterhauses, das daher auch den Namen „Wilhelm-Grune-Schenkung“ trägt.

### Grune als Freimaurer
Grune trat am 30. April 1865 in die Freimaurerloge Zur Eule auf der Warte ein. 1867 wurde er in den Gesellen-, 1870 in den Meistergrad befördert. Im Laufe seiner Mitgliedschaft war er Schaffner, Sekretär, Erster Aufseher und Zugeordneter Meister vom Stuhl. Von 1899 bis 1910 war er Meister vom Stuhl. Aus gesundheitlichen Gründen verzichtete er schließlich auf den Vorsitz. Sein Nachfolger wurde Alfred Belian. Grune bedachte die Loge mehrmals mit Spenden, so 1908 zum Bau des Logenhauses.

## Ehrungen

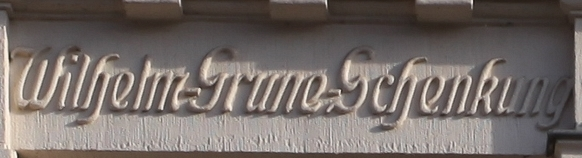
Inschrift Wilhelm-Grune-Schenkung über dem Portal des Bürgermeisterhauses (1916)

- 1903: Verleihung des Prädikats Stadtältester zum 25-jährigen Magistratsjubiläum
- 1908: Verleihung der Ehrenbürgerschaft in Eilenburg nach seinem Ausscheiden aus dem Magistrat
- 1910: Verleihung der Ehrenmeisterschaft der Loge Zur Eule auf der Warte nach der feierlichen Entlassung als Meister vom Stuhl
- 1916: Verewigung seines Namens in der Fassade des neu errichteten Bürgermeisterhauses in Eilenburg
- Benennung der Straße am Eilenburger Krankenhaus in Wilhelm-Grune-Straße
- Benennung der Sportstätte in der Schloßaue als Wilhelm-Grune-Sportfeld[5]; der Name wurde später aufgehoben, heute befindet sich dort das Ilburg-Stadion
- Wilhelm-Grune-Gedenkstein in der Schloßaue (neben Hausnummer 1), denkmalgeschützt
- Verleihung des Roten Adlerordens IV. Klasse[6]